# Мербаал (царь Тира)
Мербаал (Мербал, Макар-баал; «Дар Баала»; финик. 𐤌𐤄𐤓𐤁𐤏𐤋, Mer-ba‘al, Makar-ba‘al, ивр. מהרבעל‎, др.-греч. Μέρβαλος; умер в 553/551 до н. э.) — царь Тира в 556/555—553/551 годах до н. э.

## Биография
Мербаал известен из единственного исторического источника: выдержки из труда Менандра Эфесского, сохранившейся в трактате Иосифа Флавия «Против Апиона». В свою очередь, Менандр позаимствовал приводимые им свидетельства непосредственно из имевшихся в архивах Тира хроник.
О происхождении Мербаала достоверных сведений не сохранилось. Вероятно, он был близким родственником (возможно, сыном) Баала II, после смерти которого в 564 или 563 году до н. э. по приказу Навуходоносора II царское правление в Тире было упразднено. Вместе с другими членами царской семьи Мербаал был уведён в Вавилон. Здесь он жил до 556 или 555 года до н. э., когда с согласия нового верховного правителя Финикии, властителя Нововавилонского царства Набонида, получил власть над Тиром после смерти Балатора, вероятно, последнего из городских суффетов. Вероятно, возводя на престол Мербаала, долго находившегося при царском дворе вавилонских правителей, Набонид намеревался опереться на поддержку финикийцев в своей борьбе с влиятельным халдейским духовенством.
Мербаал, владевший престолом четыре года, скончался между 553 и 551 годом до н. э. включительно. Новым правителем Тира стал его брат Хирам III, до получения царского титула находившийся на положении почётного заложника при дворе Набонида.

## Комментарии
1. ↑  Некоторые современные историки считают последними суффетами Маттана и Герострата, а Балатора — первым царём Тира после восстановления в городе монархии[7][8][9].